# 샤텔페롱 문화

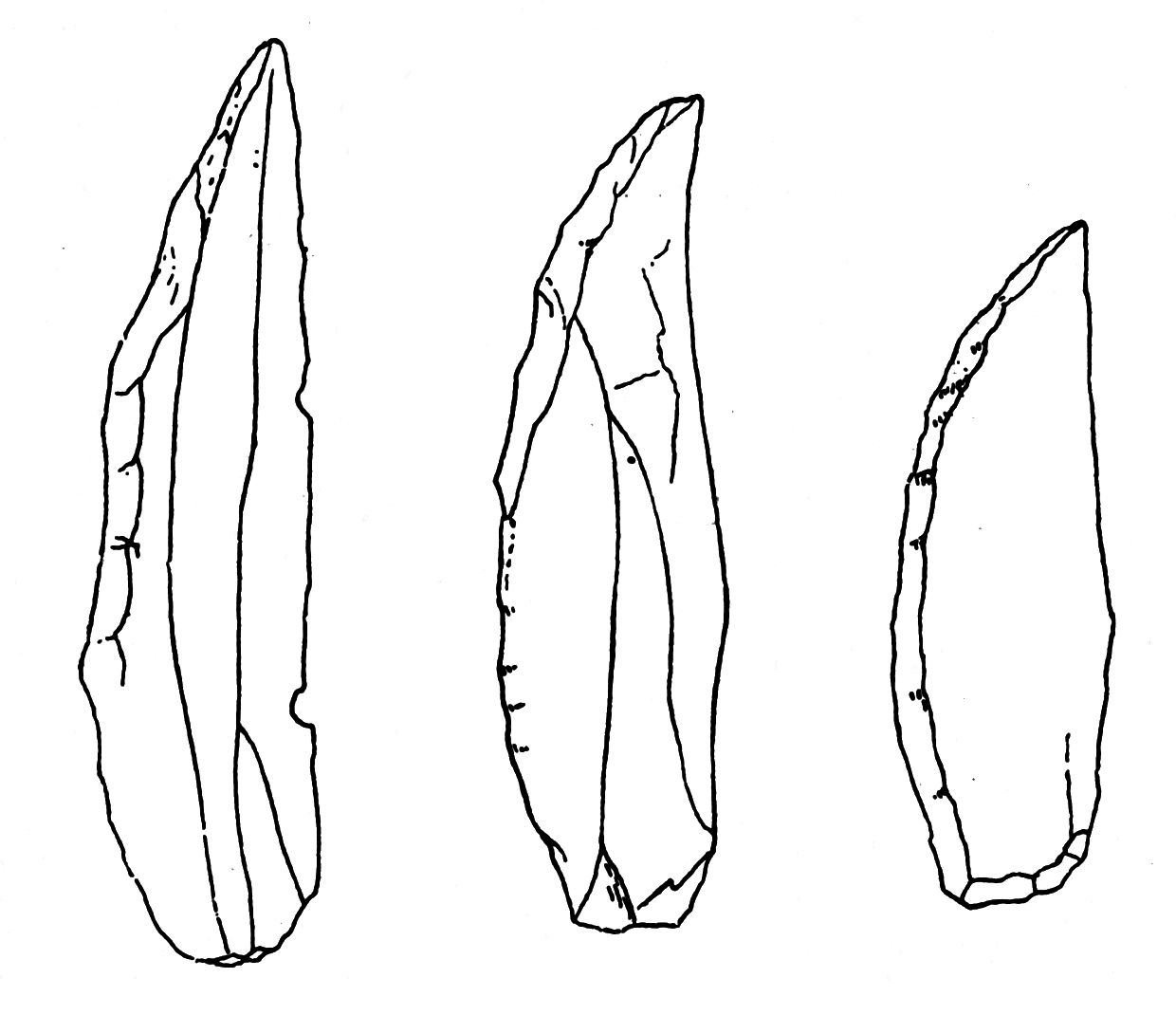
샤텔페롱식 석기들

샤텔페롱 문화 또는 샤텔페로니안(Châtelperronian)은 후기 구석기 시대 유럽의 고고학적 문화이다. 프랑스 중부 샤텔페롱(Châtelperron) 인근의 요정 동굴(La Grotte des Fées)이 표식 유적(type site)이다. 네안데르탈인이 영위하였다고 여겨지는 무스티에 문화의 뒤를 이어 나타나 현재로부터 약 45,000년 전에서 40,000년 전까지 지속되었다고 추정된다. 이후 오리냐크 문화로 대체된다. 재레드 다이아몬드는 1991년 저서 《제3의 침팬지》에서 샤텔페롱 문화가 주변에 정착한 초기 유럽 현생 인류의 문화를 일부 채택한 네안데르탈인 공동체를 대표할 수 있다고 주장하며, 유적에서 발견되는 하이브리드 문화의 특징을 설명한다. 다이아몬드는 이러한 가상의 네안데르탈인 저항을 기술적으로 진보된 경쟁자들이 지배하는 환경에서 생존하기 위하여 총기나 말 가축화 등 일부 유럽 문화를 채택한 남북미의 아메리카 원주민과 비교한다. 한편 유적 현장의 교란 등을 이유로 이 문화의 실존 여부에 대하여 의문을 표하는 학자도 있다.

## 같이 보기
- 무스티에 문화
- 오리냐크 문화